# 白井綾乃
白井 綾乃（しらい あやの）は、主に日本のアダルトゲームやアダルトアニメに声をあてている女性声優。

## 人物紹介
- 好きなものは、かわいいお姉ちゃんと音楽（ヘヴィメタル、ハードロック、プログレッシブ・ロックなど）。
- 苦手なものは、自分でスピードコントロールできない乗り物（横揺れの激しいジェットコースター、運転が荒い人の助手席など）。
- 年上の色っぽいお姉さん系の役の声を担当する事が非常に多いが、子供系キャラの役の声もたまには演じてみたいらしい。しかし、いざそうなれば色々と取り繕わなければいけないところが多くなりそうなので大変そうだ、とも話している。
- もともとバンドのボーカルを担当しており、そのバンドがゲーム音楽を担当する・しないの話になった際に、彼女のもともとの芝居経験がゲーム会社の社長に買われて声をあてたのが、声優デビューのきっかけである（彼女1人で8役程の声を当てた壮絶な現場であったらしい）。
- 彼女の音声インタビューによると、デビュー作は「チョウバク」というタイトルである。

## 出演
太字は主役・メインキャラクター。

### アダルトアニメ
- 花の女子アナ ニュースキャスター・悦子 生でイキます!（若林真由美）
- 魔法少女アイ（宮広美景）
- BLIND NIGHT 〜性獣〜（2003年、一条のぞみ）
- REQUIEM（2005年、エレーヌ＝コレット）
- 黒愛 〜一夜妻館・淫口乱乳録〜（2005年、雅）
- 魔が堕ちる夜（2006年、メデューナ）
- 催眠術2nd（2008年、笠谷理枝）
- 姫騎士アンジェリカ THE ANIMATION（2008年、セラフィーナ・ストラーロ）
- 熟女志願〜KINBAKU〜（2017年、静江[1]）
- 巨乳令嬢MC学園（2017年、女生徒）
- sweet home 〜Hなお姉さんは好きですか？（2007年、古橋千夏）

### アダルトゲーム
1997年
- 亜美〜傷心の天使〜（香山里美）
- 告白（伊集院葉月）
- ミンク大作戦（キャンディ）

1998年
- お嬢様を狙え!!（1998年、少女）※セガサターン版
- そぷらの〜ボクの初恋ハプニング〜（永友ゆりか）
- PRIVATE GARDEN（杉本あんず）
  - PRIVATE GARDEN 2（杉本あんず、キャサリン・ロス）
- 美少女奴隷クラブ（白川紗英）
- 凌辱〜好きですか?〜（西原優子）
- 臨界点 -CRITICAL POINT-（黄麗）

1999年
- HAKOIRI娘（北倉薫）
  - 生娘、（2001年、北倉薫）
- 淫獄の学園 美聖徒調教（中丸美青）
- 隷嬢キャスター真璃子（白鳥真璃子）
- 怪奇!ドリル男の恐怖（メイド）
- POW〜捕虜〜（クリスティーナ・ブルース）

2000年
- 禁忌2〜Hospital Taboo〜（片桐霞）
- 淫内感染 午前3時の手術室（東川杏子）
- 使用済 COMDOM（小笠原静香）
- 真・瑠璃色の雪〜ふりむけば隣に〜（三ツ矢美弥）
- 電脳M奴隷・麗美（西木準子）
- 帝都のユリ（立花多香魅、高村香織、白鳥真璃子）
- 〜美亡人〜 肉奴隷（高沢由希、『パピヨン』ママ、『パピヨン』ホステス、女工員、主婦）
- ま・ま・ゴ・ト（氷澄瞳）
- 凌辱鬼（岸田紗夜）
- 傀儡の教室（白露清夜）
  - 傀儡の教室 HAPPYEND（2001年、白露清夜）

2001年
- 義母（八神美沙子）
- Chain 失われた足跡（美冬）
- 尽くしてあげちゃう3 〜わたしのご主人様〜（南由貴）
- 美姉妹 屈辱の部屋（森本麻弓）
- らぶらぶ☆ストレンジDays（桃山櫻）

2002年
- 淫虐聖女玲緒（葵若葉）
- 女教師 -肉体授業-（蝦名由紀江）
- 女教師 牝奴隷（鮎沢志穂里）
- 家族計画〜絆箱〜（山名順子）
- 硝子の館〜キミがいない夜〜（サリナ・ジュデダリア）
- 誕生日 通い妻(自称)日記（的小夜子）
- 魔法少女アイ plus（宮広美景）
- 魔法少女アイ2（宮広美景）
  - 魔法少女アイ2 PLUS（2003年、宮広美景）
- 密月 -Secret Moon-（ヴァネッサ）
- めい★ぷる（華宮涼音）
- 雪の華（鳥総皐月）

2003年
- 特命教師瞳 DVDフルボイス（桜澤結衣華）
- いけない★シャッターチャンス（工藤かずさ、窪寺奈緒）
- 最終痴漢電車2（上條真夜、毘沙門堂レオナ）
- 司書さんといっしょ☆（南由貴）
- サンダークラップス!（スターサンダー）
- BM0 残酷な夜に彼女の叫びは誰にも聞こえない。（五月女樹里）
- 真姫裸（アメリア）
- ちょこれ〜とDays（猪俣理緒）
- 人妻コスプレ喫茶（榊聖亜）
- ママさんバレー（乳ゆれまんせー）（初瀬しのぶ）

2004年
- 戦乙女ヴァルキリー「あなたに全てを捧げます」（フェンリル）
- 裏入学 〜淫液に濡れた教科書〜（烏丸杏子）
- 最終試験くじら（飯野加奈）
- CARNIVAL（志村詠美）
- 黒愛 〜一夜妻館・淫口乱乳録〜（雅）
- 3-days Marriage 〜光源氏の恋人〜（須磨明美）
- そらいろの雫（神代琴音）
- 杜氏の郷（高岡香織）
- ぷるるんカフェ（新田ココア）
- フェ○りんぴっく!〜江口家の咥内事情〜（江口ミキ）
- 魔女っこde'GO♪GO♪〜ポールとミラ☆クル大作戦〜（星徹子）
- 魔法戦士スイートナイツ2 -メッツアー叛乱-（クイーン・グロリア）
- 碧ヶ淵 夜伽の村のお嫁様（御國綾乃）
- 輪奸学園「やめてっ!…お母さん、見ないで!」（大風寺愛）
- 宵待姫 〜大正淫猥吸血姫譚〜（茅乃）
- REQUIEM（エレーヌ＝コレット）
- 露出恋愛倶楽部（上杉ゆり）

2005年
- オンリーワン2 美人カジノディーラー瞳 〜性のルーレット〜（黒澤瞳）
- 学園2〜淫虐の図式〜（宮下葉月）
- サムライジュピター（謎の女）
- 色紙〜シキガミ〜（リョク）
- ジオグラマトン（イズベルガ・ミューレン）
- 女優 菜々子「出演条件は…おまえの肢体だ」（綾里菜々子）
- 隣り妻（藤沢遥）
- 義母と叔母〜そして友人の母〜（松山るい）
- 人妻OL—恥辱の業務命令—（阿久沢真理子）
- 人妻スワッピング生活（蒲生千鶴）
- 平成粘菌劇場 えろ茸（桜沢裕希子）
- マジカルウィッチアカデミー（ライラ）
- 松島枇杷子は改造人間である。（藤山先生）
- 冥色の隷姫 〜緩やかに廃滅する青珊瑚の森〜（アレサ）
- 喪服妻「許してアナタ…私、弱い未亡人です」（春日加代子、憐如）
- 夜刀姫斬鬼行（エトワール妃巫女）
- 凌辱アイドル牝奴隷〜被虐の特別レッスン〜（葛西美由紀）
- 輪奸病棟「やめて…先生、診ないで!」（青山京香）

2006年
- 妹巫女・萌「にいさま…私、巫女じゃなくなっちゃう…」（天宮巴、マリーノ）
- 淫皇覇伝アマツ〜白濁の呪印〜（トウカ・カドクラ）
- 少女戦機ソウルイーター「どんなに穢されても…私の復讐は終わらない!!」（ツバサ＝レイナート、ハーピー、ドラクロワ、志乃）
- 女将美紗緒「叔母さん、今夜も牝になるのね……」（湯村美紗緒）
- 女教師ゆうこ「ワタシ、もう…この教室から抜け出せないの…?」（椎名瞳）
- 催眠彼女（美樹里珠美佳）
- Sentinel（天城九音）
- ダンジョンクルセイダーズ（カミラ、ニーナ）
- とりかえっ娘しよッ！〜彼氏彼女の秘密の関係〜（桐島美樹）
- 白濁クダサイ（柊ケイコ）
- 代々木人妻専門学院〜乳妻たちのアンニュイ〜（池尻千鶴）
- 恥辱シスター「主よ、淫らな私をお許し下さい。」（来須愛美）

2007年
- 艶女医（エンジョイ） 〜2人のエッチな女医とエロエロ研修体験〜（恩田水樹）
- 催眠術2（笠谷理枝[2]）
  - 裏・催眠術2（2008年、笠谷理枝[3]、鴻池弓子[4]）
- 真 女教師 誘惑進路指導室（仁科冴子）
- Sweet Home 〜Hなお姉さんは好きですか？〜（古橋千夏）
- 聖なるかな -The Spirit of Eternity Sword 2-（斑鳩沙月）
- 妻陥落（田村清美）
- 姫騎士アンジェリカ 〜あなたって、本当に最低の屑だわ!〜（セラフィーナ・ストラーロ）
- ヘルタースケルター〜白濁の村〜（各務小夜子）
- 魔が堕ちる夜 デーモニックプリンセス（メデューナ）
- 館熟女〜The immoral residence〜（四ツ谷晶江）

2008年
- 息子の友達に犯されて（芹宮蓉子）
- 戦乙女ヴァルキリー2「主よ、淫らな私をお許しください…」（フェンリル）
- 少女魔法学リトルウィッチロマネスク editio perfecta（オリヴィア）
- 真・恋姫†無双 〜乙女繚乱☆三国志演義〜（厳顔）
- 夏空カナタ（三好ミホ）
- 魔法の少女シルキーリップ 三人の女王候補（シェイク・カスパー・メルライアン）
- セイクリッドグラウンド（グロリア）
- 妻の母さゆり（二階堂藤乃）
- アルタードピンク 特務戦隊デュエルレンジャー（磐田くるみ）

2009年
- 斬死刃留（瑞白八重）
- 戦乙女ヴァルキリーG 〜戦乙女達の黄昏〜（フェンリル）
- 甘艶母〜双子ママとエッチな夏休み〜（有坂梓鶴）
- 美熟母「いやらしい母さんでごめんね…」（栂野文香）

2010年
- 真・恋姫†無双 〜萌将伝〜（厳顔）

2011年
- あっぱれ!天下御免（2011年 - 2012年、鬼島桃子[5][6]） - 2作品[一覧 1]

2014年
- 催眠母（八幡久美子）

2015年
- 真・恋姫†英雄譚3 〜乙女艶乱☆三国志演義［呉］〜（厳顔）

2017年
- 真・恋姫†夢想-革命- 蒼天の覇王（厳顔）

2018年
- 真・恋姫†夢想-革命- 孫呉の血脈（厳顔）

2019年
- 真・恋姫†夢想-革命- 劉旗の大望（厳顔）

2022年
- ふるーつふるきゅーと！（アムブロシア）

2024年
- エンジェリックリンク（ニュクス）

### 一般向ゲーム
- 家族計画〜心の絆〜（2005年、山名順子）

### ドラマCD
- 禁忌 taboo ドラマコレクション（1996年、片桐霞）
- 異教徒合神ミコシスター G-typeドラマCD（神美子）
- 皇女フランチェスカ〜触手地獄変〜 G-typeドラマCD（フランチェスカ・ダ・リミニ）

### その他
- エンジェリックリンク3周年記念生放送特別版！クイズ！エンクリ選手権！（2024年、ニュクス〈天の声〉）

### シリーズ一覧
1. ↑  無印（2011年）、「［祭］〜恋と嵐は大江戸の華〜」（2012年）